# 恩里基約湖
18°30′N 71°35′W / 18.500°N 71.583°W
恩里基約湖（西班牙語：Lago Enriquillo），是多明尼加的湖泊，位於該國西南部，由巴奧魯可省和獨立省負責管轄，面積375平方公里，是伊斯帕尼奧拉島上最大的湖泊，海拔高度-46米，最大水深52米，該湖有一座島嶼。